# Канареечник канарский
Канареечник канарский, или канарская трава, или канарейник (лат. Phalaris canariensis) — вид травянистых цветковых растений из семейства злаков (Poaceae). Однолетнее растение, естественным ареалом которого являются Марокко на северо-западе Африки и расположенные неподалеку Канарские острова, где оно произрастает в субтропическом биоме, но интродуцировано по всему миру, в том числе в странах с умеренным климатом, где успешно натурализовалось. В настоящее время в одичавшем состоянии произрастает и на юге Восточной Европы (на юге Украины) и Западной Сибири. Используется в качестве корма для животных, в качестве лекарства и в пищу. Семена этого растения известны под названием канареечное семя, являются популярным компонентом зерновых смесей для кормления содержащихся в неволе, в том числе в комнатных условиях, мелких зерноядных птиц, таких как волнистые попугайчики, канарейки, амадины, астрильды и т. п.

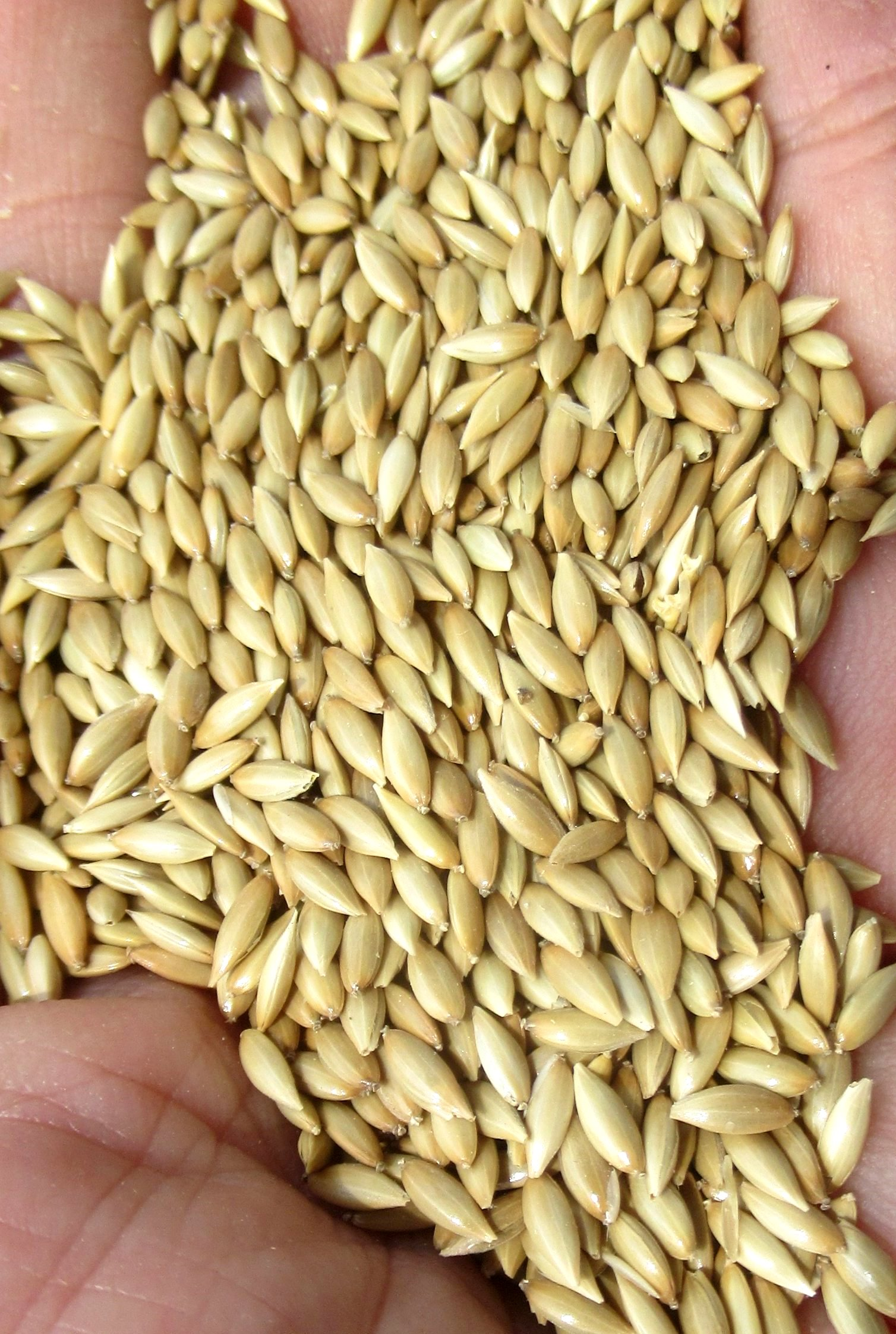
Канареечное семя

Однолетнее растение. Стебли высотой 37—75, до 95 см, прямостоячие. Листовые пластинки 23 см в длину и 0,8 см в ширину. Метёлки имеют размеры 32—45 × 12—14 мм, как правило, яйцевидные, содержат до 300 семян. Все колоски — плодородные гермафродиты. Соцветия зеленые или сначала немного фиолетовые, впоследствии становятся рыжевато-коричневыми. Семена — зерновки, имеют размеры примерно 4 × 1,5 мм, яйцевидные, блестяще-коричневые. Цветет с апреля по июнь. Семенами питаются многие дикие животные, особенно птицы.
Семена легко вымолачиваются из метёлок. В странах южной Европы их заготовляют в большом количестве и перемалывают в муку, из которой пекут хлеб. По питательности он не уступает пшеничному. В голодные годы в южных регионах Восточной Европы семена канареечника также заготавливали на зерно. Собирают семена сразу после пожелтения метелки.